# Corações Sujos
Corações Sujos é um livro-reportagem escrito pelo jornalista brasileiro Fernando Morais e publicado no Brasil em 2000 pela Companhia das Letras. Em 2001, a obra recebeu o Prêmio Jabuti nas categorias Reportagem e Livro do Ano de Não-Ficção.

## Sinopse
A obra trata primariamente sobre a Shindo Renmei, uma organização terrorista formada por nipo-brasileiros que se recusaram a acreditar na rendição do Japão na Segunda Guerra Mundial. Além de criar notícias falsas ou manipular informações verdadeiras para dar a impressão que o Japão estava empreendendo uma campanha vitoriosa, os membros do grupo mataram 23 imigrantes japoneses que aceitaram a derrota do Japão, a quem os membros do grupo referiam como makegumi (負け組, derrotista), entre os anos de 1946 e 1947. Também conta a história da imigração japonesa no Brasil e faz uma investigação aprofundada sobre o nacionalismo japonês.
O autor da obra passou cinco anos pesquisando sobre o tema e realizando centenas de entrevistas com sobreviventes e familiares.

## Adaptação
O livro foi adaptado para o cinema em 2011, com a direção de Vicente Amorim e roteiro de David França Mendes, contando com Tsuyoshi Ihara, Takako Tokiwa e Eiji Okuda nos papéis principais. A versão cinematográfica concentra eventos em uma cidade fictícia seguindo um pequeno número de personagens.